# Quinta categoría amateur del fútbol argentino

## Resumen de la Quinta División del fútbol Argentino en el Amateurismo
A partir de 1911, con la implementación de la División Intermedia (segundo nivel), la Cuarta División queda constituía como el Quinto nivel en la pirámide de fútbol; si bien el cuarto y quinto nivel eran campeonato con límite de edad, (para jugadores juveniles), los equipos de niveles superiores presentaban sus “Segundos, Terceros o Cuartos equipos”, estos ganadores de cada temporada eran considerados como campeones de la División.
En 1930 se crea la Primera Sección B como Segundo nivel, la Intermedia pasa al Tercer nivel, la Segunda División al Cuarto nivel, la Tercera División al Quinto nivel, etc.
En 1932 vuelve a denominarse Quinta División de la Asociación Argentina de Fútbol (Amateur y Profesional) (AAFAP). 
Ya en 1935. la era del profesionalismo, se cambia el formato de las divisiones inferiores desapareciendo la Cuarta Categoría (hasta 1950) y la Quinta Categoría hasta la Temporada 1986/87 donde la Primera D pasa hacer el último escalón para equipos directamente afiliados a la Asociación del Fútbol Argentino.

## Ediciones
| Cuarta División | Cuarta División | Cuarta División |
| --------------- | --------------- | --------------- |

| Temporada   | Campeón                              | Ganador de Copa Competencia  |
| ----------- | ------------------------------------ | ---------------------------- |
| 1911        | Racing Club IV                       | Racing Club IV               |
| 1912 (AAF)  | River Plate IV                       | River Plate IV               |
| 1912 (FAF)  | Floresta                             | -                            |
| 1913 (AAF)  | Racing Club (Juvenil)                | Platense (Juvenil)           |
| 1913 (FAF)  | Gral. Belgrano de La Plata (Juvenil) | Estudiantes (LP) V           |
| 1914 (AAF)  | Platense (Juvenil)                   | Barracas Juniors             |
| 1914 (FAF)  | Estudiantes (LP) (Juvenil)           | Estudiantes (LP) (Juvenil)   |
| 1915        | Barracas Juniors                     | Racing Club V                |
| 1916        | Racing Club (Juvenil)                | Racing Club V                |
| 1917        | Racing Club V                        | Platense IV                  |
| 1918        | Independiente IV                     | San Isidro IV                |
| 1919 (AAF)  | Boca Juniors (Juvenil)               | Huracán (Juvenil)            |
| 1919 (AAmF) | Independiente IV                     | -                            |
| 1920 (AAF)  | Boca Juniors IV                      | Sportivo Palermo IV          |
| 1920 (AAmF) | Platense V                           | Platense V                   |
| 1921 (AAF)  | Sportivo Barracas (Juvenil)          | Platense de Retiro (Juvenil) |
| 1921 (AAmF) | Estudiantil Porteño IV               | Independiente V              |
| 1922 (AAF)  | Sportivo Barracas (Juvenil)          | Sportivo Barracas (Juvenil)  |
| 1922 (AAmF) | Ferro Carril Oeste IV                | Independiente IV             |
| 1923 (AAF)  | Boca Juniors V                       | Boca Juniors IV              |
| 1923 (AAmF) | Excursionistas IV                    | Independiente IV             |
| 1924 (AAF)  | Dock Sud (Juvenil)                   | -                            |
| 1924 (AAmF) | San Lorenzo V                        | Gimnasia y Esgrima (LP) IV   |
| 1925 (AAF)  | Boca Juniors (Juvenil)               | -                            |
| 1925 (AAmF) | Ferro Carril Oeste IV                | Talleres (RdE) III           |
| 1926 (AAF)  | Boca Juniors (Juvenil)               | -                            |
| 1926 (AAmF) | Estudiantil Porteño V                | Estudiantes (LP) IV          |
| 1927        | San Lorenzo (Juvenil)                | Platense (Juvenil)           |
| 1928        | Liberal Argentino (Juvenil)          | -                            |
| 1929        | Racing Club IV                       | -                            |

| Tercera División | Tercera División | Tercera División |
| ---------------- | ---------------- | ---------------- |

| Temporada | Campeón                    | Copa Competencia |
| --------- | -------------------------- | ---------------- |
| 1930      | Sportivo Almagro (Juvenil) | -                |
| 1931      | Excursionistas (Juvenil)   | -                |
| 1932      | Sportivo El Progreso       | -                |

| Quinta División | Quinta División | Quinta División |
| --------------- | --------------- | --------------- |

| Temporada | Campeón                       | Copa Competencia |
| --------- | ----------------------------- | ---------------- |
| 1933      | Sportivo Almagro (Juvenil)    | -                |
| 1934      | Estudiantil Porteño (Juvenil) | -                |
| 1936      | San Lorenzo (Juvenil)         | -                |

- IV. V.: es el número de equipo.
- (Juvenil): se desconoce el número de equipo.

## Tabla de Campeones
| Equipo                       | Torneo | Copa |
| ---------------------------- | ------ | ---- |
| Racing Club                  | 5      | 3    |
| Boca Juniors                 | 5      | 1    |
| Estudiantil Porteño          | 3      | -    |
| San Lorenzo                  | 3      | -    |
| Independiente                | 2      | 3    |
| Platense                     | 2      | 3    |
| Sportivo Barracas            | 2      | 1    |
| Ferro Carril Oeste           | 2      | -    |
| Excursionistas               | 2      | -    |
| Sportivo Almagro             | 2      | -    |
| Estudiantes (LP)             | 1      | 3    |
| River Plate                  | 1      | 1    |
| Barracas Juniors             | 1      | 1    |
| Club Floresta                | 1      | -    |
| General Belgrano de La Plata | 1      | -    |
| Dock Sud                     | 1      | -    |
| Liberal Argentino            | 1      | -    |
| Sportivo El Progreso         | -      | 1    |
| San Isidro                   | -      | 1    |
| Huracan                      | -      | 1    |
| Sportivo Palermo             | -      | 1    |
| Platense de Retiro           | -      | 1    |
| Gimnasia y Esgrima (LP)      | -      | 1    |
| Talleres (RdE)               | -      | 1    |

## Ediciones
| Quinta División | Quinta División | Quinta División |
| --------------- | --------------- | --------------- |

| Temporada    | Campeón                          | Ganador de Copa Competencia  |
| ------------ | -------------------------------- | ---------------------------- |
| 1912 (FAF)]] | Estuduantes (LP) III             | -                            |
| 1913 (AAF)   | Racing Club IV                   | Racing Club IV               |
| 1913 (FAF)   | Estudiantes (LP) V               | -                            |
| 1914 (AAF)   | River Plate III                  | River Plate III              |
| 1914 (FAF)   | Independiente (Juvenil)          | -                            |
| 1915         | Estudiantes (LP) III             | Estudiantes (LP) III         |
| 1916         | Banfield (Juvenil)               | Huracan (Juvenil)            |
| 1917         | Platense V                       | Platense V                   |
| 1918         | Argentinos Juniors VII           | Sportivo Barracas VI         |
| 1919 (AAF)   | Club A. Palermo VI               | Club A. Palermo VI           |
| 1919 (AAmF)  | Defensores de Belgrano (Juvenil) | -                            |
| 1920 (AAF)   | Sportivo Barracas VI             | -                            |
| 1920 (AAmF)  | Chacabuco IV                     | Chacabuco IV                 |
| 1921 (AAF)   | Sportivo Barracas (Juvenil)      | Chacabuco (Juvenil)          |
| 1921 (AAmF)  | Independiente V                  | Independiente V              |
| 1922 (AAF)   | Argentino de Banfield (Juvenil)  | -                            |
| 1922 (AAmF)  | Club A. Palermo VI               | Club A. Palermo VI           |
| 1923 (AAF)   | Argentinos Juniors (Juvenil)     | Argentinos Juniors (Juvenil) |
| 1923 (AAmF)  | Ferro Carril Oeste VII           | Independiente VII            |
| 1924 (AAF)   | Colegiales (Juvenil)             | -                            |
| 1924 (AAmF)  | Talleres (RdE) (Juvenil)         | Independiente V              |
| 1925 (AAF)   | Club San Fernando (Juvenil)      | -                            |
| 1925 (AAmF)  | Platense V                       | Independiente VI             |
| 1926 (AAF)   | Sportivo Devoto (Juvenil)        | -                            |
| 1926 (AAmF)  | Estudiantil Porteño VII          | Racing Club IV               |
| 1927         | Estudiantil Porteño (Juvenil)    | Independiente VI             |
| 1928         | Argentinos Juniors (Juvenil)     | Boca Juniors (Juvenil)       |
| 1929         | Estudiantes (LP) V               | -                            |

| Cuarta División | Cuarta División | Cuarta División |
| --------------- | --------------- | --------------- |

| Temporada | Campeón                     | Copa Competencia |
| --------- | --------------------------- | ---------------- |
| 1930      | Estudiantes (LP) (Juvenil)  | -                |
| 1931      | Sportivo Barracas (Juvenil) | -                |
| 1932      | Defensores de Belgrano      | -                |

## Tabla de Campeones
| Equipo                 | Torneo | Copa |
| ---------------------- | ------ | ---- |
| Estudiantes (LP)       | 5      | 1    |
| Argentinos Juniors     | 3      | 1    |
| Sportivo Barracas      | 3      | 1    |
| Club Palermo           | 2      | 2    |
| Defensores de Belgrano | 2      | -    |
| Estudiantil Porteño    | 2      | -    |
| Independiente          | 2      | 5    |
| Platense               | 2      | 1    |
| Argentino de Banfield  | 1      | -    |
| Banfield               | 1      | -    |
| Chacabuco              | 1      | 2    |
| Club San Fernando      | 1      | -    |
| Colegiales             | 1      | -    |
| Ferro Carril Oeste     | 1      | -    |
| Racing Club            | 1      | 2    |
| River Plate            | 1      | 1    |
| Sportivo Devoto        | 1      | -    |
| Talleres (RdE)         | 1      | -    |
| Boca Juniors           | -      | 1    |
| Huracan                | -      | 1    |

## Séptima Categoría de Fútbol en la era Amateur
| Quinta División | Quinta División | Quinta División |
| --------------- | --------------- | --------------- |

| Temporada | Campeón             | Copa Competencia   |
| --------- | ------------------- | ------------------ |
| 1927      | Canal San Fernando  | -                  |
| 1928      | Almagro V           | Estudiantes (LP) V |
| 1929      | Estudiantes (LP) VI | -                  |

## Tabla de Campeones
| Equipo            | Torneo | Copa |
| ----------------- | ------ | ---- |
| Estudiantes (LP)  | 1      | 1    |
| Almagro           | 1      | -    |
| Canal San Fernado | 1      | -    |